# 永貴
永貴（穆麟德轉寫：yunggui，1706年—1783年），字心齋，拜都氏，滿洲正白旗人，乾隆朝官至吏部尚書。父布蘭泰，自云騎尉世職授理籓院員外郎，雍正年間，為江西巡撫，在江西整肅綱紀，不怕得罪上級，絕不貪污，成為當地佳話。

## 溫州賑災
乾隆初年，累遷郎中。管理湖南辰沅永靖道。升為云南布政使。轉任浙江，署浙江巡撫。前總督李衛領鹽政，發帑收馀鹽，叫做“帑鹽”，以防止私鹽充斥市面。永貴上任後即下令緝私，並完善“帑鹽”制度。永貴上書，令文武互相任其責，下部議行。溫州連續三年大旱，永貴令知府金洪銓賑災，但金洪銓賑災不力。永貴被彈劾失察，上書向乾隆帝辭官。總督喀爾吉善再彈劾永貴，乾隆帝故此奪金洪銓官，仍不許罷免永貴。不夠十日，御史范廷楷又劾永貴手下貪污。乾隆帝稱難以有人代替永貴，他不只是先朝大臣，還是乾隆的愛將。乾隆下令不許永貴辭官。命令永貴留溫州及運用八十萬担米，借撥江蘇等省五十五萬担米，親自賑災。半年方賑災完畢。

## 平定回部與西北開荒
乾隆二十一年，永貴加副都統銜，兼參贊大臣。當年冬天，厄魯特和宰桑達什策凌一同叛亂，定邊右副將軍兆惠駐伊犁辦賊。永貴前往巴里坤地區負責防守，永貴勤加練兵，乾隆嘉獎永貴勤奮練兵，授予三等輕車都尉世職，跟從兆惠自額林沁畢爾罕進兵。命署任西安巡撫，未上任即下令到魯克察克屯田。乾隆二十三年，以侍郎銜留軍，因授刑部侍郎，主管屯田。烏魯木齊、辟展、托克三、哈喇沙爾、昌吉、羅克倫皆駐兵開墾農地，秋穫得穀三萬五千八百馀石。當時兆惠正攻打葉爾羌，乾隆命永貴駐阿克蘇主管餽軍防守阿克蘇。
乾隆二十四年，還至庫車，布政使德舒為回部嗎哈沁所殺。永貴出兵攻打嗎哈沁，平定回部。擢左都御史。乾隆二十六年，乾隆命永貴赴克什噶爾辦事。永貴同時獲授禮部尚書、鑲紅旗漢軍都統，仍駐克什噶爾。永貴上疏請治河與開墾農地，提議自赫色勒河東南浚渠四十馀里，引水入赫色勒布伊，支流的材托庸河湍急，要建築堤壩，鑿開山石，用以減弱水勢。五年之後，新疆完成基本開發，乾隆命令永貴回京。

## 失意離世
乾隆四十八年，乾女婿和珅手握大權，貪贓枉法。永貴本欲阻止，但兒子伊江阿為和珅一黨，永貴愛子情深，不想對付自己兒子，以致無法阻止和珅權力擴張，同年八月因肺病去世，享壽七十七，謚文勤。

## 家庭
- 父江西巡撫布蘭泰。
- 胞兄永亮，乾隆甲子科舉人，著有《晚香堂詩》。其子一伊嵩阿（字峻斋），员外郎，有《念修堂诗草》；妻钮祜祿氏（字希光，其父镶黄旗满洲、云贵总督愛必達，胞兄兵部尚書福庆）。子二伊汤安，乾隆辛卯举人，云南、河南按察使；孙嘉慶十四年（1809年）己巳恩科进士鍾昌 (嘉慶進士)。
- 子山東巡撫伊江阿。妻葉赫那拉氏（父镶红旗满洲、甘肃巡撫、湖南巡撫常鈞，胞伯父浙江巡抚纳兰常安）。
- 子瑛宝（号梦禅居士），是当时著名的画家，与刘墉、英和、法式善等名士有诗画往来。
- 曾孙道光二十五年（1845年）乙巳恩科进士恩隆（祖父瑛宝）。

## 轶事
- 永貴在軍機處，與阿桂齊名，時人稱“二桂”。
- 和珅嫡妻馮氏馮霽雯為永貴乾女兒。

## 延伸阅读
[在维基数据编辑]
 《清史稿·卷320》，出自趙爾巽《清史稿》